# Jean Zacklad
Pour les articles homonymes, voir Zacklad.
Jean Zacklad (7 mai 1929-20 novembre 1990) est un philosophe français du XXe siècle, docteur d’État en philosophie, professeur de philosophie à l'École Yabné à Paris, héritier de la tradition ésotérique juive. Il a pour disciples Claude Birman, Charles Mopsik, Ariane Kalfa et Francis Bailly. Fondateur de l'association Textes et Travaux, il a enseigné durant des années à ses disciples les textes de la Kabbale du Gaon de Vilna, et plus précisément les Tikouné haGra. Il est à l'origine de plusieurs vocations et retours aux textes de la tradition kabbalistique et de la tradition juive.  

## Éléments biographiques
Il est le père de Manuel Zacklad, professeur titulaire de la chaire « Expressions et Cultures au Travail » du CNAM, de Luce Zacklad, artiste peintre, décédée en 1993 et de Guy Zacklad Directeur à Air France.

### Œuvres de Jean Zacklad
- Essai d'ontologie biblique[6]. Mouton: Paris, 1967[7].
- Pour une Èthique, 1, De Dieu. Les Éditions Verdier: Paris, 1979[8].
- Pour une éthique, 2, L'Être au féminin[9],[10]. Les Éditions Verdier: Paris, 1981
- Pour une éthique, 3, L'Alliance. Paris: Textes et travaux, 1985
- Les Deux modèles de la religion. Éditions Bibliophane: Paris, 1988

### Œuvres de Jean Zacklad en collaboration
- Claude Birman, Charles Mopsik & Jean Zaklad.  Caïn et Abel. Aux origines de la violence, coll.«  Figures  », Grasset: Paris, 1980[11].

### Œuvres sur Jean Zacklad
- Francis Bailly, Mosaïsme et société : de la tradition à la révolution, Paris, L'Harmattan, coll. Judaïsme dirigée par Ariane Kalfa, 2003, 237 p. (ISBN 2-7475-4784-1, lire en ligne)
  - Pouvoir et société : Le Regard du mosaïsme. L'Harmattan, Coll. Judaïsmes dirigée par Ariane Kalfa, Paris 2005
  - Pour un projet d'humanisation, Science, mosaïsme et société. L'Harmattan, Coll. Judaïsmes dirigée par Ariane Kalfa, Paris 2017